# Néa Propontída
Néa Propontída (en grec moderne : Νέα Προποντίδα, Nouvelle-Propontide) est un dème situé dans la périphérie de Macédoine-Centrale en Grèce. Le dème actuel est issu de la fusion en 2011 entre les dèmes de Kallikrátia, de Moudaniá (en) et de Tríglia, devenus des districts municipaux.
Son nom fait référence à la Propontide, la majorité des habitants étant des réfugiés expulsés de Turquie en 1922-23 dans le cadre de l'échange de populations entre la Grèce et la Turquie.